# Lagenophora cuneata
Lagenophora cuneata là một loài thực vật có hoa trong họ Cúc. Loài này được Petrie mô tả khoa học đầu tiên năm 1919.